# Грудочки Біша
Гру́дочки Біша́ (гру́дки Біша́, жирові́ тіла́ Біша́, лат. corpus adiposum buccae) —  інкапсульовані жирові утворення, що розташовані між щічним м'язом і поверхневими м'язами обличчя (жувальним, великим та малим виличними м'язами). Названі на честь французького анатома і фізіолога Марі Франсуа Ксав'є Біша.

## Структура
Грудочки Біша складаються з декількох частин, щоправда досі не існує загальноприйнятної думки щодо точної кількості цих частин та їх іменування. Розрізняють три основні: передню, середню та задню. Передня частина оточує протоку привушної слинної залози по якій слина виводиться до рота. За формою передня частина схожа на трикутник з вершинами у щічних м'язах, коловому м'язі рота та м'язі-підіймачі верхньої губи і крила носа. Середня частина знаходиться між передньою та задньою, розташовуючись над верхньою щелепою. Під час дорослішання людини середня частина значно зменшується в об'ємі. Задня частина проходить від нижньої орбітальної щілини та скроневого м'яза до верхнього краю нижньої щелепи і вниз до гілки нижньої щелепи.

## Функції
Існує кілька точок зору на те, яку роль відіграють грудочки Біша в організмі людини. Часто, їхню основну функцію пов'язують з ссанням і жуванням, особливо у немовлят. На користь цієї гіпотези свідчить значне зменшення в об'ємі середньої частини грудочок Біша під час дорослішання організму. Саме середня частина бере безпосередню участь у жуванні та ссанні. Також поширена думка, що грудочки Біша забезпечують амортизаційну захисну функцію, захищаючи чутливі м'язи обличчя від травмування .

## Галерея

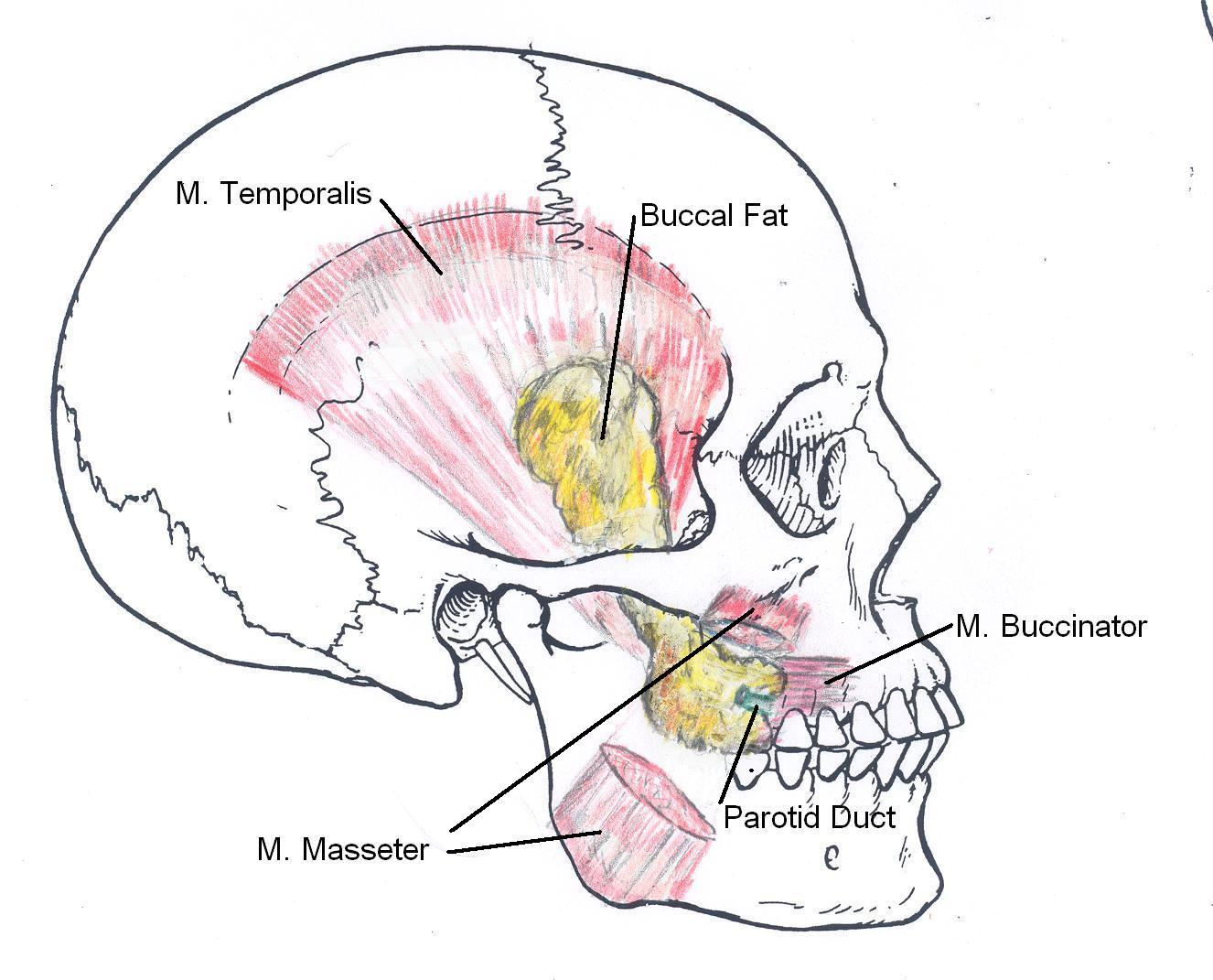
Розташування грудочок Біша
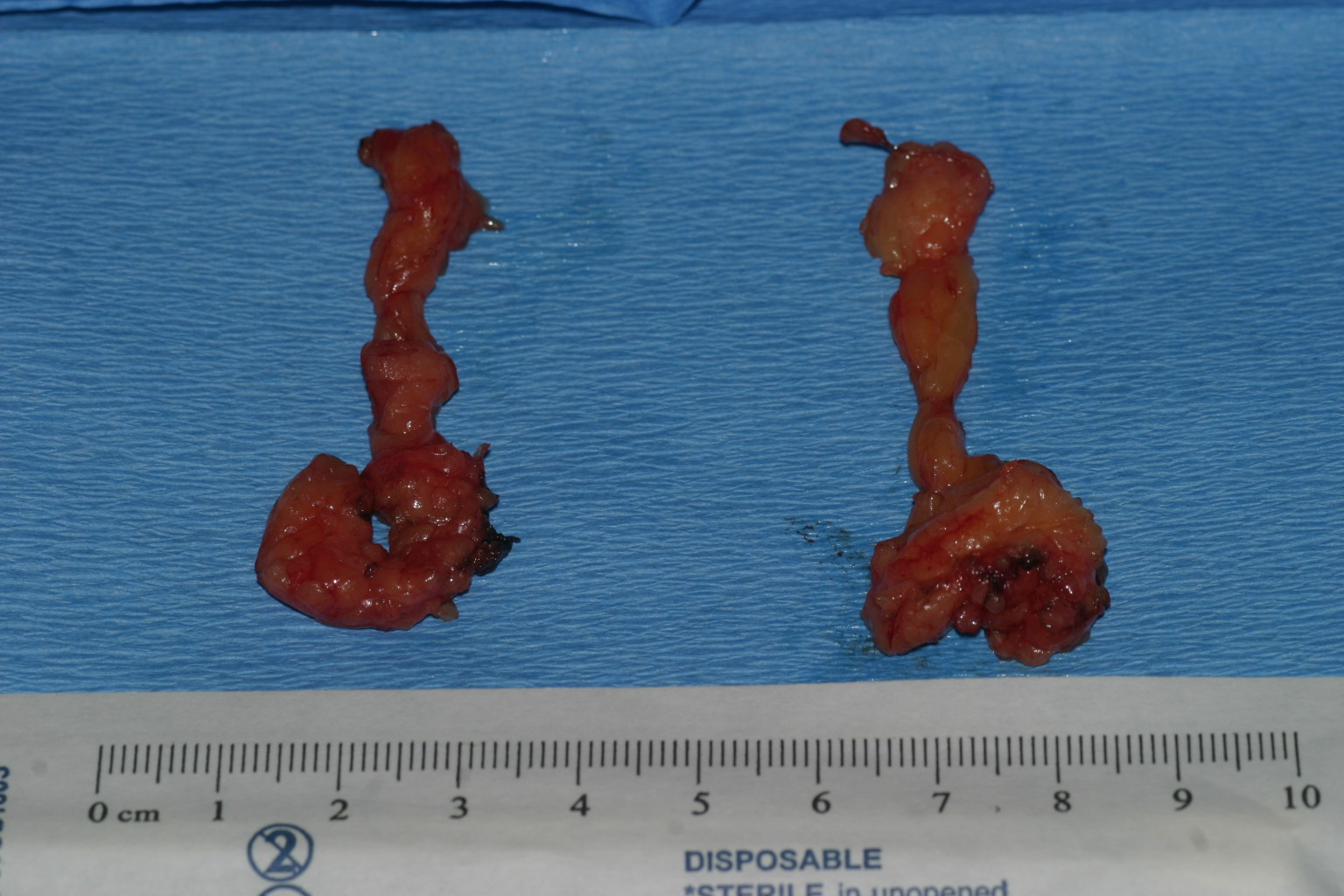
Вилучені з тіла грудочки Біша
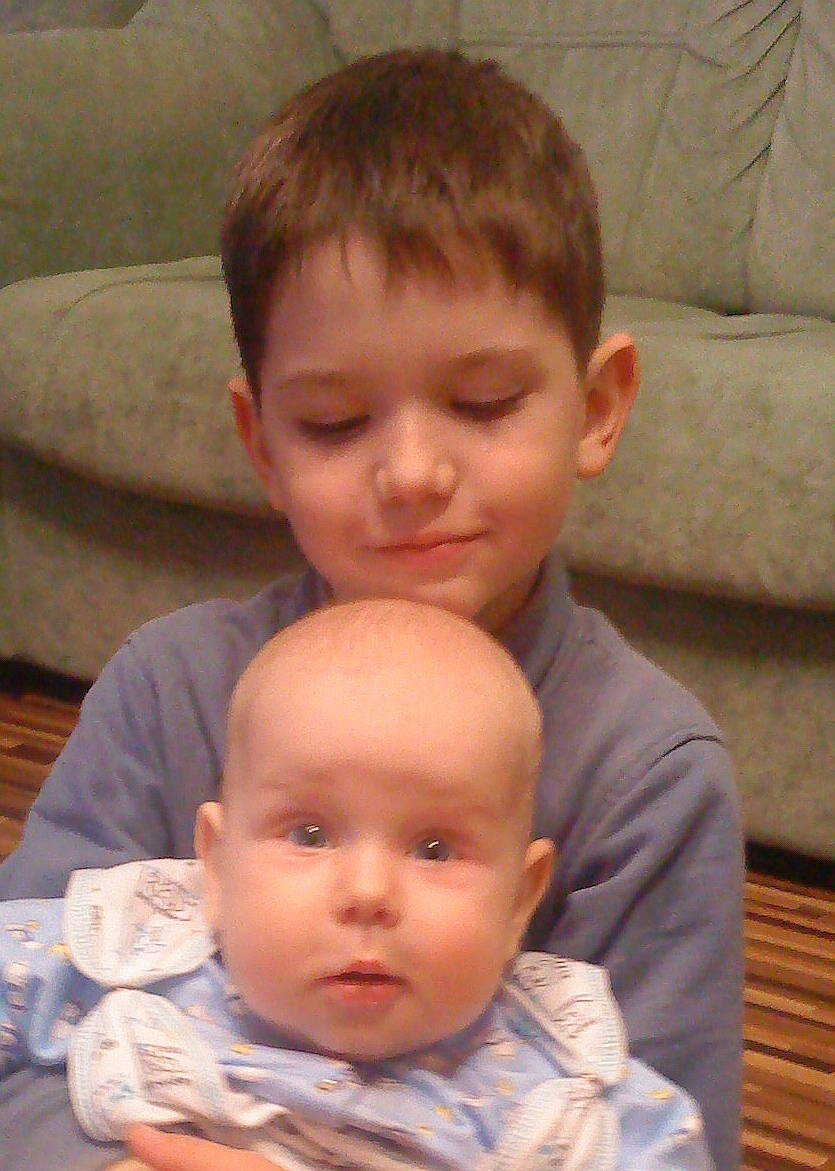
Грудочки Біша добре помітні на щоках дітей різного віку та комплекції